# Trishuli
El riu Trishuli (nepalès:त्रिशूली नदी; xinès tradicional: 特耳蘇里河, xinès simplificat: 特耳苏里河, pinyin: Tèěrsūlǐhé), o Kyirong Tsangpo (Tibetà: སྐྱིད་གྲོང་གཙང་པོ།, simplificat: Kyirong Tsangpo; xinès tradicional: 古隆藏佈, xinès simplificat: 古隆藏布, pinyin: Gǔlóngcángbù) pel seu pas pel Tibet, al sud de la Xina, és un riu transfronterer i un dels principals afluents de la conca del riu Gandaki al centre del Nepal.

## Etimologia
El nom del riu Trishuli prové de trishula, que és el trident que porta Shiva, important déu de la religió hindú. Una llegenda diu que prop dels llacs del Gosaikunda, en les altes muntanyes de l'Himàlaia, Shiva va pressionar el seu trident a la terra per crear tres fonts, una d'elles la del riu Trishuli. En idioma tibetà, el sufix Tsangpo defineix un riu que flueix a la regió de Ü-Tsang, és a dir, cap a l'oest de la ciutat de Lhasa.

## Curs
La regió més occidental de Ü-Tsang també es coneix pel nom de Lato, una zona d'altes muntanyes del Tibet. El Lato Nord inclou els trams superiors del Yarlung Tsangpo i Raga Tsangpo. El Lato Sud inclou les capçaleres del Bum-chu, el Matsang Tsangpo i el mateix Kyirong Tsangpo. Després de passar per la carena principal de l'Himàlaia, la vall del riu s'estova entre les muntanyes de Langtang Himal, a l'est, i de Ganesh Himal. A continuació, prossegueix al llarg de l'oest del Parc Nacional de Langtang. A la ciutat de Bidur, el riu es perllonga gradualment cap a l'oest i passa pels afluents Budhigandaki, Marsyangdi i Seti Gandaki per la riba dreta.
La gola i la vall del Kyirong formen una de les més pintoresques regions alpines del Tibet. Zongga, la capital del comtat de Gyirong dona la confluència del Kyirong Tsanpo i el seu afluent principal, el Zarong-chu.4. A continuació, s'uneix al Gandaki a Devghat; que s'uneix al seu torn al Ganges a l'Índia. La longitud total del curs del riu és d'uns 200 km.

## Conca hidrogràfica
Més del 60 per cent de la conca total de drenatge del Trishuli es troba al Tibet, amb un 9 per cent cobert per la neu i les glaceres. El 85 per cent de la seva àrea de captació de 4.640 quilòmetres quadrats es troba per sobre els 3.000 metres dels quals el 11 per cent es troba per sobre de 6.000 metres. S'ha mesurat recentment en Betrawati una mitjana d'elevació de 600 metres. La mitjana més baixa i les descàrregues de l'estació de fusió d'aquest riu són a prop de les descàrregues mitjanes registrades al riu Narayani.

## Oci
El Trishuli és un dels rius que gaudeix de més popularitat al Nepal, especialment en el ràfting, ja que posseeix un gran nombre de goles, ràpids, i un equilibri entre seccions de més fàcil accés, especialment en les zones de Katmandú i Pokhara. També es permeten accessos a prop del Parc Nacional de Chitwan també és fàcilment accessible. El riu és navegable entre gener i maig, i octubre i desembre.